# Antapistis anyx
Antapistis anyx là một loài bướm đêm trong họ Noctuidae.